# 永吉駅

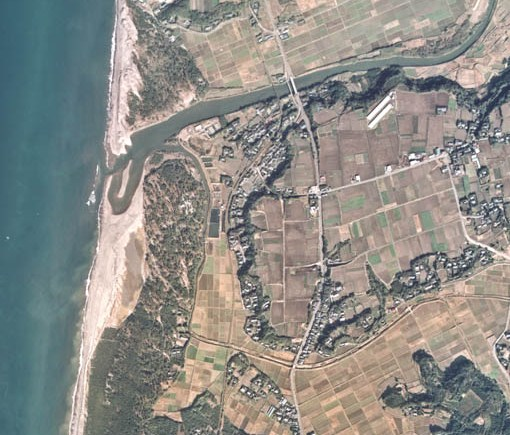
永吉駅上空の航空写真。写真上部にあるのが永吉駅である。

永吉駅（ながよしえき）は、かつて鹿児島県日置郡吹上町永吉（現・日置市吹上町永吉）にあった鹿児島交通枕崎線（南薩鉄道）の駅（廃駅）である。

## 歴史
- 1914年（大正3年）4月1日：南薩鉄道開業と共に開業。
- 1964年（昭和39年）9月1日：会社合併により、鹿児島交通枕崎線の駅となる。
- 1969年（昭和44年）5月1日：無人化と共に交換設備廃止。
- 1984年（昭和59年）3月17日：同線廃線と共に廃止。

## 駅構造
開業時は島式ホーム1面2線の設備を有する地上駅であったが、1969年（昭和44年）に無人化されたのと共に交換設備も廃止されたため、駅本屋の反対側にあたる線路（2番ホーム）が使用されていた。

### のりば
| 番線 | 路線    | 行先             | 備考         |
| ---- | ------- | ---------------- | ------------ |
| 1    | ■枕崎線 | （使用休止）     | （使用休止） |
| 2    | ■枕崎線 | 伊集院・枕崎方面 |              |

## 隣の駅
鹿児島交通（南薩鉄道）
枕崎線
吉利駅 - 永吉駅 - 吹上浜駅